# بلة كة (بلة كة)
بلة کة (بالفارسية: بله که) هي قرية تقع في إيران في قسم بلة کة الريفي. يقدر عدد سكانها بـ 716 نسمة بحسب إحصاء 2016.